# Petizione ereditaria
La petizione ereditaria (in latino hereditas petitio) è il mezzo processuale attraverso cui chiunque affermi di essere erede può chiedere il riconoscimento della qualità ereditaria contro chiunque possieda tutti o parte dei beni ereditari a titolo di erede o senza alcun titolo, al fine di ottenere la restituzione dei beni stessi.
Nel diritto italiano, la petizione di eredità si ha quando l'erede che ha accettato l'eredità, ha diritto di essere immesso nel patrimonio ereditato contro chi lo possiede senza avere titolo (art. 533 c. 1 c.c.). L'azione di petizione di eredità è imprescrittibile, salvi gli effetti dell'usucapione che altri abbiano a maturare sui beni ereditari, pertanto chi si ritiene erede deve appunto dimostrare (cioè dare prova) di essere erede ed avere diritto a subentrare al de cuius nella proprietà di quel bene. 
La petizione di eredità, come la rivendicazione, ha carattere reale.
Legittimato attivo all'esperimento del rimedio giudiziale in questione è quindi chiunque pretenda di essere erede. Legittimato passivo è colui che contesta la qualità di erede e possegga i beni ereditari, ovvero possegga i beni ereditari senza un titolo di legittimazione. L'azione è esperibile erga omnes.